# JBoss Seam
JBoss Seam — основанный на JavaServer Faces (JSF) фреймворк для разработки Веб-приложений. Разрабатывается в JBoss Labs и распространяется под лицензией LGPL (GNU Lesser General Public License). Призван упростить программирование бизнес-приложений на JSF, путём реализации следующих возможностей:
- Устранение промежуточного слоя транспортных объектов (Value Objects), за счет использования EJB Entity Bean’ов в качестве Value Objects
- Интенсивное использование аннотаций Java 5, для конфигурирования компонентов и декларирования примитивов
- Тесная интеграция с EJB 3-й версии и jBPM
- Поддержка AJAX на стороне сервера
- Использование Conversation-взаимодействий
- Юнит-тестирование компонентов используя Embeddable JBoss контейнер
- Встроенная поддержка технологии URL rewriting